# Concerto pour hautbois et orchestre
Le Concerto pour hautbois et orchestre est une œuvre concertante pour hautbois et orchestre de la compositrice américaine Jennifer Higdon, écrite en 2005.

## Contexte et création
Le Concerto pour hautbois et orchestre est une commande du Minnesota Commissioning Club. Elle a été inspirée par la hautboïste soliste de l'Orchestre de chambre de Saint Paul Kathy Greenbank. Pour la compositrice, aucune image ne sous-tend la composition de cette œuvre, contrairement à des œuvres orchestrales comme Blue Cathedral : « La musique est écrite de manière à parler au public, sans qu'il ait besoin d'une explication ». La compositrice renchéri en expliquant que « ce concerto pour hautbois donne à l'instrument l'occasion de mettre en valeur son extraordinaire don lyrique. La beauté de la ligne ascendante [lui] a intriguée comme point de départ, puis le fait de réaliser que le hautbois est un partenaire idéal pour les duos au sein d'une texture orchestrale [lui] a poussée à créer des interactions avec d'autres instruments dans l'ensemble de soutien ».

## Structure
L'œuvre est en un seul mouvement.